# Alyssa Naeher
Alyssa Michele Naeher (født 20. april 1988) er en amerikansk fodboldspiller, der spiller som målmand for Chicago Red Stars i National Women's Soccer League (NWSL) og for USA's kvindefodboldlandshold.